# 格拉讷 (诺尔兰郡)
格拉訥是挪威的市鎮，由諾爾蘭郡負責管轄，位於該國中部，面積2,004平方公里，主要經濟活動有農業、林業、旅遊業、輕工業和貿易業，2011年人口1,487。